# Ecuación característica
En matemáticas, la ecuación característica (o ecuación auxiliar) es una ecuación algebraica de grado n de la que depende la solución de una ecuación diferencial de orden n o de una secuencia lineal recurrente dada. La ecuación característica solo se puede formar cuando la ecuación diferencial o de diferencia es lineal y homogénea, y tiene coeficientes constantes. En tal ecuación diferencial, y denota la variable dependiente, el superíndice (n) denota la n-ésima derivada, y an, an − 1, ..., a1, a0 son constantes: 
{\displaystyle a_{n}y^{(n)}+a_{n-1}y^{(n-1)}+\cdots +a_{1}y'+a_{0}y=0,}
y tendrá una ecuación característica de la forma 
{\displaystyle a_{n}r^{n}+a_{n-1}r^{n-1}+\cdots +a_{1}r+a_{0}=0}
cuyas soluciones r1, r2, ..., rn son las raíces a partir de las cuales se puede formar la solución general. Análogamente, una ecuación de diferencia lineal de la forma 
{\displaystyle y_{t+n}=b_{1}y_{t+n-1}+\cdots +b_{n}y_{t}}
tiene una ecuación característica 
{\displaystyle r^{n}-b_{1}r^{n-1}-\cdots -b_{n}=0,}
discutido con más detalle en el caso homogéneo de una secuencia lineal recurrente. 
Las raíces características (raíces de la ecuación característica) también proporcionan información cualitativa sobre el comportamiento de la variable cuya evolución se describe mediante la ecuación dinámica. Para una ecuación diferencial parametrizada en el tiempo, la evolución de la variable es estable si y solo si la parte real de cada raíz es negativa. Para las ecuaciones de diferencia, hay estabilidad si y solo si el módulo (valor absoluto) de cada raíz es menor que 1. Para ambos tipos de ecuaciones, se producen fluctuaciones persistentes si hay al menos un par de raíces complejas. 
El método de integración lineal de ecuaciones diferenciales ordinarias con coeficientes constantes fue descubierto por Leonhard Euler, que encontró que las soluciones dependían de una ecuación algebraica 'característica'. Las cualidades de la ecuación característica de Euler fueron consideradas más tarde por los matemáticos franceses Augustin-Louis Cauchy y Gaspard Monge.

## Derivación
Comenzando con una ecuación diferencial lineal homogénea con coeficientes constantes an, an − 1, ..., a1, a0 , 
{\displaystyle a_{n}y^{(n)}+a_{n-1}y^{(n-1)}+\cdots +a_{1}y^{\prime }+a_{0}y=0}
se puede ver que si y(x) = erx, cada término sería un múltiplo constante de erx. Esto resulta del hecho de que la derivada de la función exponencial erx es un múltiplo de sí misma. Por lo tanto, y′ = rerx, y″ = r2erx, y y(n) = rnerx son todos múltiplos. Esto sugiere que ciertos valores de r permitirán que los múltiplos de erx sumen cero, resolviendo así la ecuación diferencial homogénea. Para resolver r, se puede sustituir y = erx y sus derivadas en la ecuación diferencial para obtener 
{\displaystyle a_{n}r^{n}e^{rx}+a_{n-1}r^{n-1}e^{rx}+\cdots +a_{1}re^{rx}+a_{0}e^{rx}=0}
Como erx nunca puede ser igual a cero, puede dividirse, dando la ecuación característica 
{\displaystyle a_{n}r^{n}+a_{n-1}r^{n-1}+\cdots +a_{1}r+a_{0}=0}
Al resolver las raíces r en esta ecuación característica, se puede encontrar la solución general a la ecuación diferencial. Por ejemplo, si se encuentra que r es igual a 3, entonces la solución general será y(x) = ce3x, donde c es una constante arbitraria. 

## Formación de la solución general
Resolver la ecuación característica para sus raíces, r1, ..., rn, permite encontrar la solución general de la ecuación diferencial. Las raíces pueden ser reales o complejas, así como distintas o repetidas. Si una ecuación característica tiene partes con raíces reales distintas, h raíces repetidas o k raíces complejas correspondientes a soluciones generales de yD(x), yR1(x), ..., yRh(x) e yC1(x), ..., yCk(x), respectivamente, entonces la solución general a la ecuación diferencial es 
{\displaystyle y(x)=y_{\mathrm {D} }(x)+y_{\mathrm {R} _{1}}(x)+\cdots +y_{\mathrm {R} _{h}}(x)+y_{\mathrm {C} _{1}}(x)+\cdots +y_{\mathrm {C} _{k}}(x)}

### Ejemplo
La ecuación diferencial lineal homogénea con coeficientes constantes 
{\displaystyle y^{(5)}+y^{(4)}-4y^{(3)}-16y''-20y'-12y=0}
tiene la ecuación característica 
{\displaystyle r^{5}+r^{4}-4r^{3}-16r^{2}-20r-12=0}
Al factorizar la ecuación característica en 
{\displaystyle (r-3)\left(r^{2}+2r+2\right)^{2}=0}
se puede ver que las soluciones para r son la raíz única distinta r1 = 3 y las raíces complejas dobles r2,3,4,5 = −1 ± i. Esto corresponde a la solución general de valor real 
{\displaystyle y(x)=c_{1}e^{3x}+e^{-x}(c_{2}\cos x+c_{3}\sin x)+xe^{-x}(c_{4}\cos x+c_{5}\sin x)}
con constantes c1, ..., c5. 

### Distintas raíces reales
El principio de superposición para ecuaciones diferenciales lineales homogéneas con coeficientes constantes dice que si u1, ..., un son n soluciones linealmente independientes para una ecuación diferencial particular, entonces c1u1 + ... + cnun es también una solución para todos los valores c1, ..., cn. Por lo tanto, si la ecuación característica tiene raíces reales distintas r1, ..., rn, entonces una solución general será de la forma 
{\displaystyle y_{\mathrm {D} }(x)=c_{1}e^{r_{1}x}+c_{2}e^{r_{2}x}+\cdots +c_{n}e^{r_{n}x}}

### Raíces reales repetidas
Si la ecuación característica tiene una raíz r1 que se repite k veces, entonces está claro que yp(x) = c1er1x es al menos una solución. Sin embargo, esta solución carece de soluciones linealmente independientes de las otras raíces k − 1. Como r1 tiene multiplicidad k, la ecuación diferencial se puede factorizar en 
{\displaystyle \left({\frac {d}{dx}}-r_{1}\right)^{k}y=0}.
El hecho de que yp(x) = c1er1x sea una solución permite suponer que la solución general puede tener la forma y(x) = u(x)er1x, donde u(x) es una función a determinar. Sustituyendo uer1x se obtiene 
{\displaystyle \left({\frac {d}{dx}}-r_{1}\right)ue^{r_{1}x}={\frac {d}{dx}}\left(ue^{r_{1}x}\right)-r_{1}ue^{r_{1}x}={\frac {d}{dx}}(u)e^{r_{1}x}+r_{1}ue^{r_{1}x}-r_{1}ue^{r_{1}x}={\frac {d}{dx}}(u)e^{r_{1}x}}
cuando k = 1. Al aplicar este hecho k veces, se deduce que 
{\displaystyle \left({\frac {d}{dx}}-r_{1}\right)^{k}ue^{r_{1}x}={\frac {d^{k}}{dx^{k}}}(u)e^{r_{1}x}=0}
Al dividir er1x, se puede ver que 
{\displaystyle {\frac {d^{k}}{dx^{k}}}(u)=u^{(k)}=0}
Sin embargo, este es el caso si y solo si u(x) es un polinomio de grado k − 1, de modo que u(x) = c1 + c2x + c3x2 + ... + ckxk − 1. Como y(x) = uer1x, la parte de la solución general correspondiente a r1 es 
{\displaystyle y_{\mathrm {R} }(x)=e^{r_{1}x}\left(c_{1}+c_{2}x+\cdots +c_{k}x^{k-1}\right)}

### Raíces complejas
Si una ecuación diferencial de segundo orden tiene una ecuación característica con raíces conjugadas complejas de la forma r1 = a + bi y r2 = a − bi, entonces la solución general es en consecuencia y(x) = c1e(a + bi)x + c2e(a − bi)x. Según la fórmula de Euler, que establece que eiθ = cos θ + i sin θ, esta solución se puede reescribir de la siguiente manera: 
{\displaystyle {\begin{aligned}y(x)&=c_{1}e^{(a+bi)x}+c_{2}e^{(a-bi)x}\\&=c_{1}e^{ax}(\cos bx+i\sin bx)+c_{2}e^{ax}(\cos bx-i\sin bx)\\&=\left(c_{1}+c_{2}\right)e^{ax}\cos bx+i(c_{1}-c_{2})e^{ax}\sin bx\end{aligned}}}
donde c1 y c2 son constantes que pueden ser no reales y que dependen de las condiciones iniciales. De hecho, dado que y(x) es real, c1 − c2 debe ser imaginario o cero, y c1 + c2 debe ser real, para que ambos términos después del último signo de igualdad sean reales. 
Por ejemplo, si c1 = c2 = 12 entonces se forma la solución particular y1(x) = eax cos bx. Del mismo modo, si c1 = 12i y c2 = −12i entonces la solución independiente formada es y2(x) = eax sin bx. Por lo tanto, según el principio de superposición para ecuaciones diferenciales lineales homogéneas con coeficientes constantes, una ecuación diferencial de segundo orden que tenga raíces complejas r = a ± bi dará como resultado la siguiente solución general: 
{\displaystyle y_{\mathrm {C} }(x)=e^{ax}\left(c_{1}\cos bx+c_{2}\sin bx\right)}
Este análisis también se aplica a las partes de las soluciones de una ecuación diferencial de orden superior cuya ecuación característica involucra raíces conjugadas complejas no reales. 